# Jonny Evans
Jonathan Grant Evans (* 3. ledna 1988 Belfast) je bývalý severoirský profesionální fotbalista, který naposledy hrál na pozici středního obránce za anglický klub Manchester United FC a za severoirský národní tým, jehož byl kapitánem.

## Klubová kariéra
Evans se narodil v Belfastu a začal svojí kariéru v Greenisland FC. Zde byl spatřen skauty Manchesteru United a pro svůj talent byl přijat do akademie Manchesteru. Za klub poprvé nastoupil v roce 2006 na letním turné. Předtím než začal pravidelně nastupovat za United byl poslán na několik hostování. Nejdříve do Antwerp a poté dvakrát do Sunderlandu, kde poprvé okusil anglickou Premier League. Jeho první soutěžní debut za Manchester United proběhl v Anglickém ligovém poháru 26. září 2007 proti Coventry City. Následující sezónu (2008/09) se stal pravidelným hráčem prvního týmu.

## Reprezentační kariéra
Evans zaznamenal svůj debut za severoirský národní tým 6. 9. 2006 v kvalifikačním utkání v Belfastu proti týmu Španělska (výhra 3:2). Se svým týmem se mohl v říjnu 2015 radovat po úspěšné kvalifikaci z postupu na EURO 2016 ve Francii (byl to premiérový postup Severního Irska na evropský šampionát). Zúčastnil se EURA 2016 ve Francii, kam jej nominoval trenér Michael O'Neill.